# Maciej Baran
Maciej Baran (ur. 23 listopada 1974 w Krakowie) – polski pilot rajdowy.

## Życiorys
Pochodzi z krakowskiej rodziny o rajdowych tradycjach. Pierwszy raz wystartował w rajdach samochodowych w 1994 roku jako pilot Macieja Wodniaka (FSO Polonez gr. A). Od 1995 roku regularnie startuje w Rajdowych Samochodowych Mistrzostwach Polski (RSMP), pilotował polskich kierowców: Gielatę, Uliarczyka, Gabrysia, Leszka Kuzaja. Od 2003 roku występuje w Cersanit Rally Team u boku Michała Sołowowa. Do końca 2008 wystartował łącznie w 165 rajdach samochodowych, w tym 49 rundach Mistrzostw Europy (ERC).
W roku 2013 był pilotem Roberta Kubicy z którym zdobył mistrzostwo świata 2013 klasy WRC2.
W 2015 otworzył w Krakowie pizzerię.
Startował na samochodach: FSO Polonez Gr. A, Fiat CC Abarth, Škoda Felicia 1300 Gr. A, Peugeot 106 Rally, Škoda Felicia KitCar, Opel Astra Gr. N, Honda Civic gr. A, Mitsubishi Lancer Evo III, IV, VI, VII, VIII MR, IX, Toyota Corolla Gr. N, Seat Ibiza KitCar, Škoda Octavia KitCar, Toyota Corolla WRC, Subaru Impreza WRC, Fiat Punto S1600, Renault Clio S1600, Abarth Grande Punto S2000,
Peugeot 207 S2000, Citroen DS3 RRC.

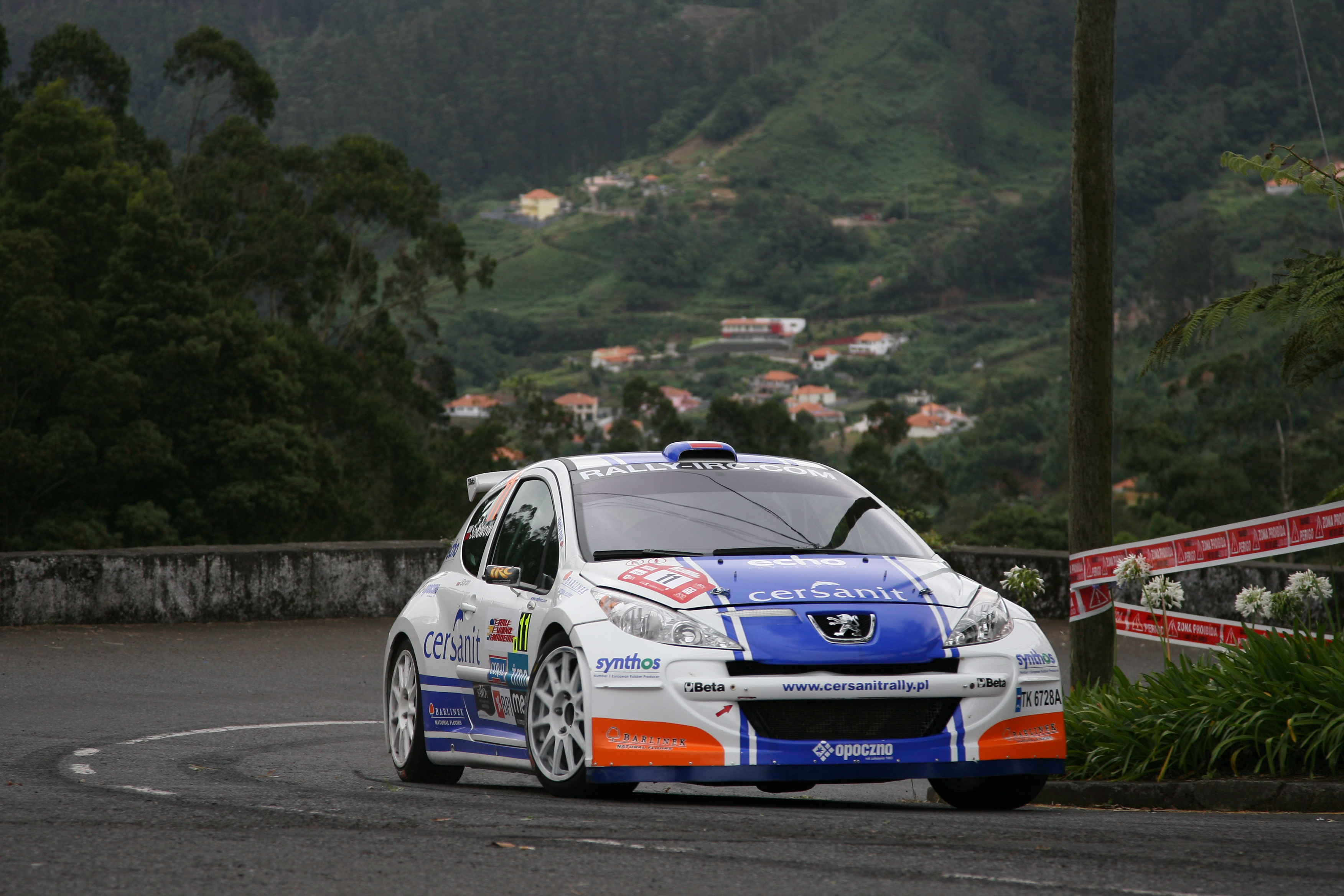
Rajd Vinho da Madeira
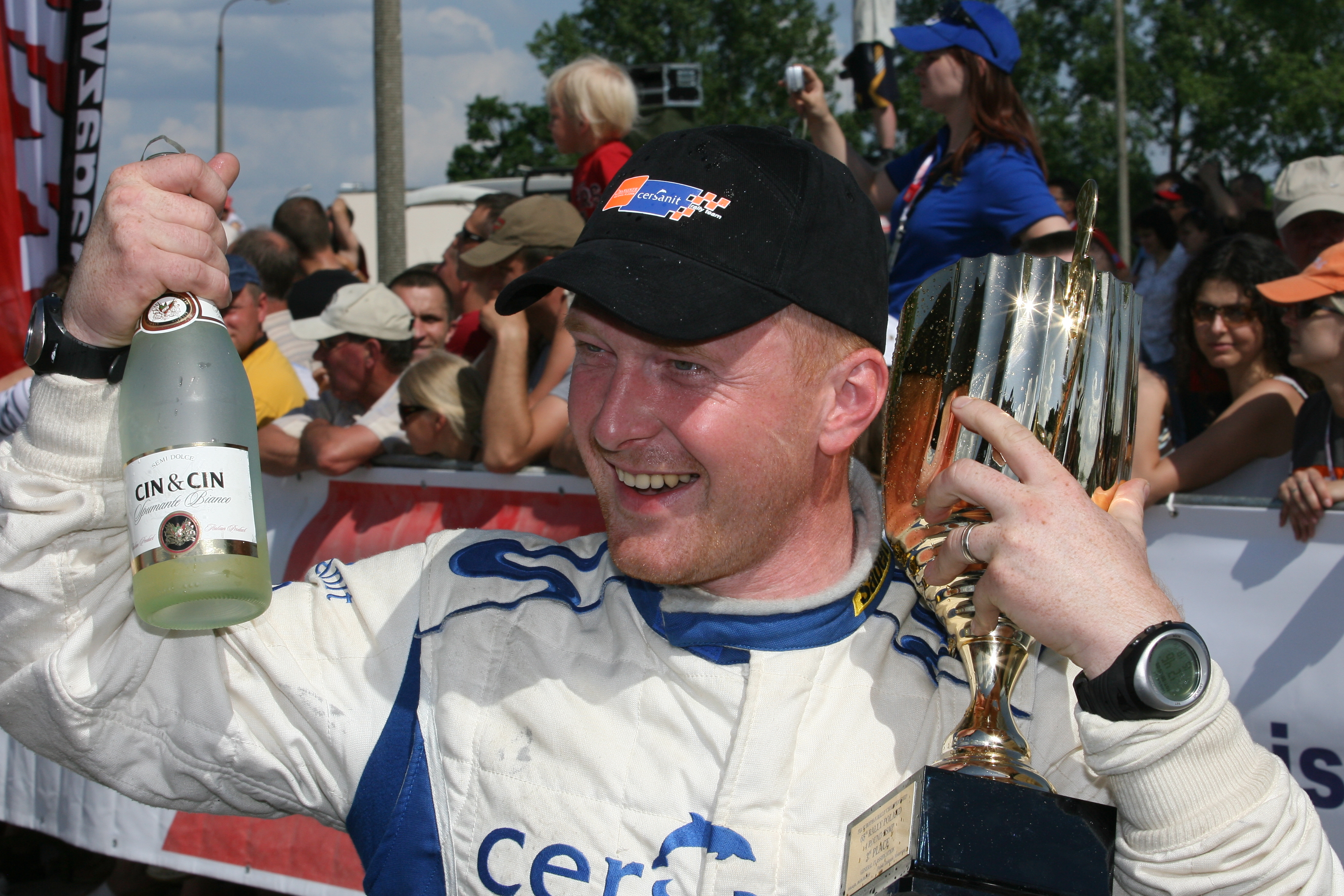
Maciej Baran
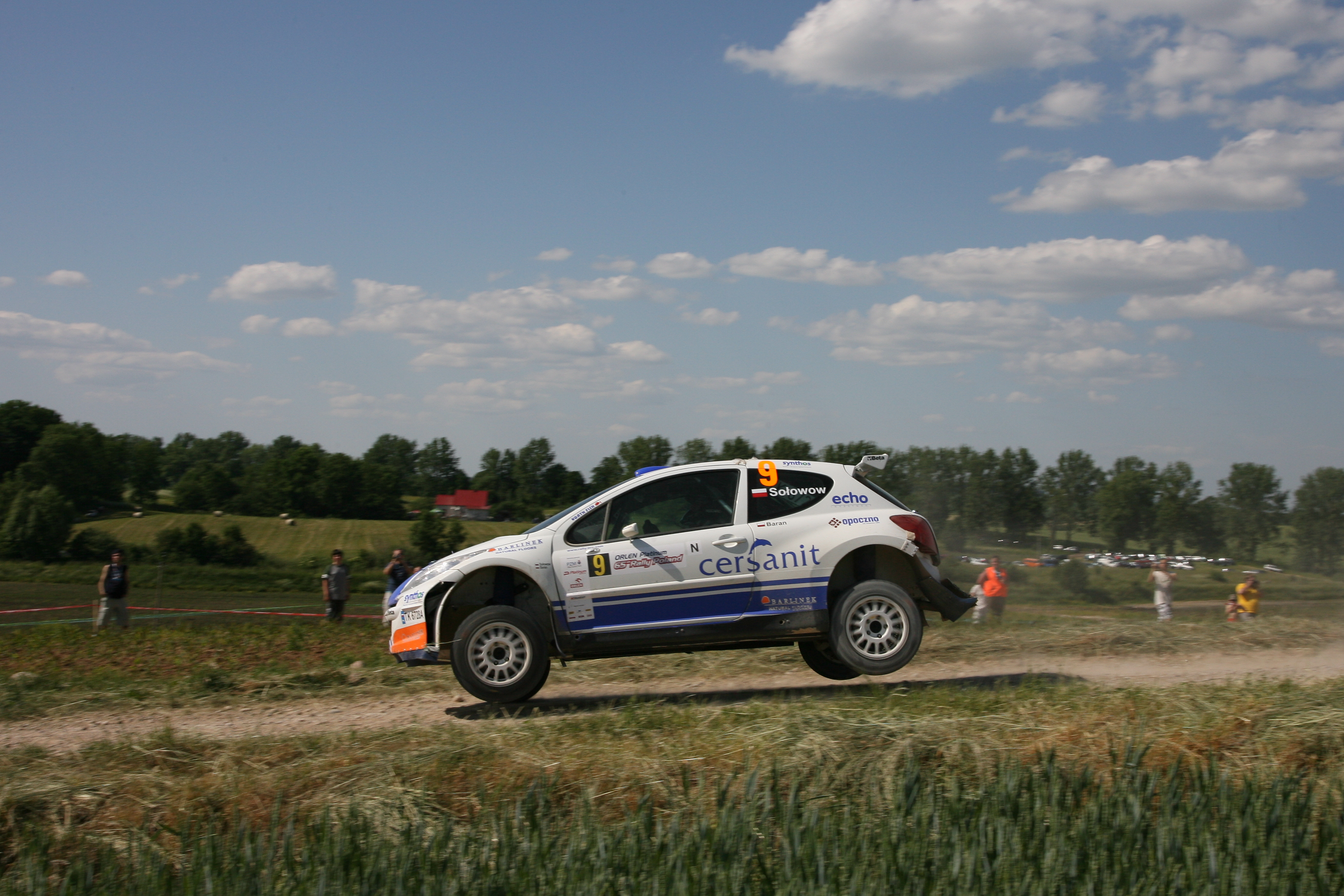
Rajd Polski 2008
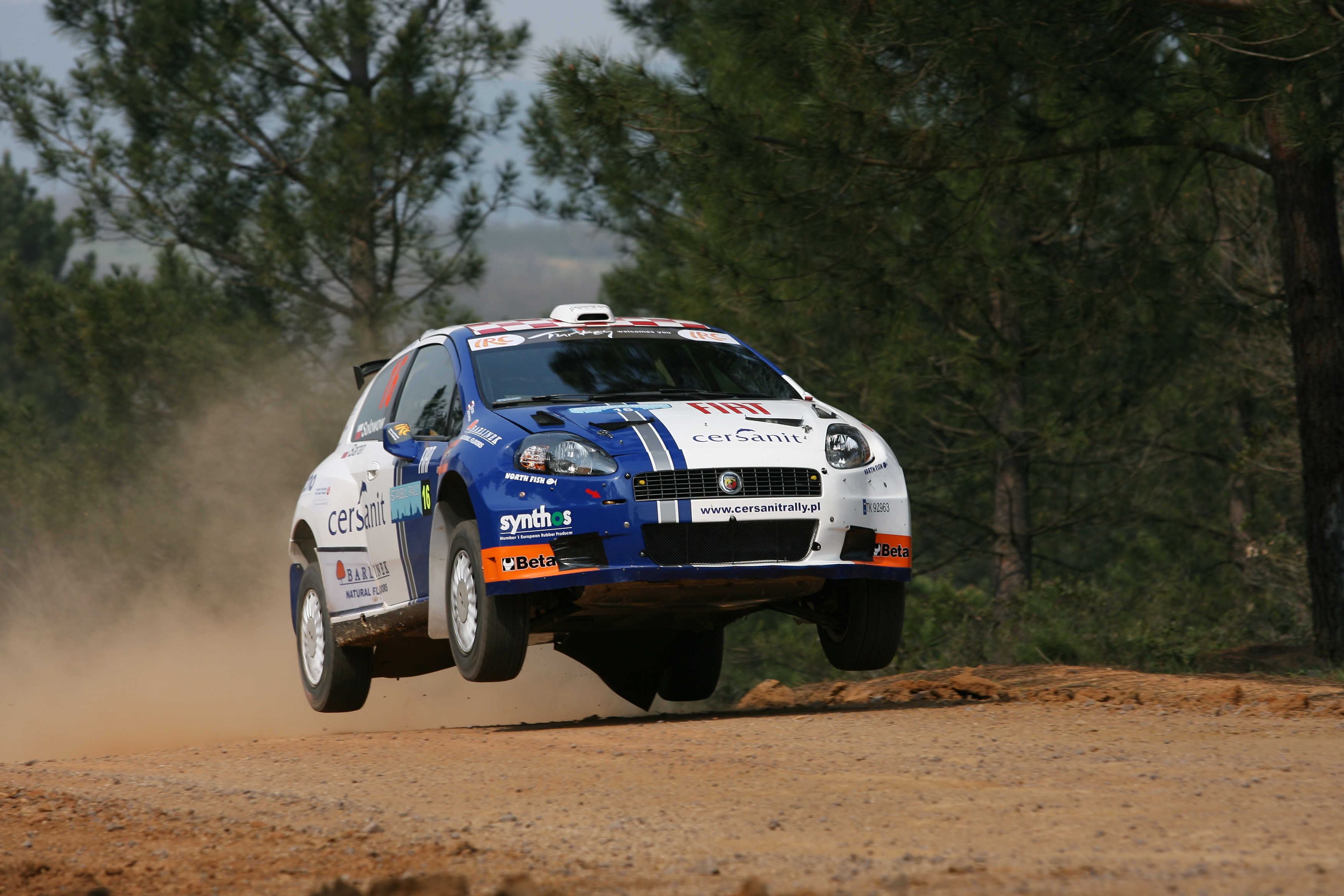
Rajd Istanbul 2008

## Pierwsze starty
- Rajdowe Samochodowe Mistrzostwa Polski (RSMP) - Rajd Wisły 1995 - kierowca D.Gielata
- Rajdowe Samochodowe Mistrzostwa Europy (ERC) - Rajd Polski 1996 - kierowca D.Gielata
- Rajdowe Samochodowe Mistrzostwa Świata (WRC) - Rajd Monte Carlo 1998 - kierowca Leszek Kuzaj

## Osiągnięcia
- 1995: 3. miejsce w Pucharze Fiata CC Abarth (RSMP) - kierowca D.Gielata
- 1999: Wicemistrz Polski w kategorii F2000 (RSMP) - kierowca D.Gielata
- 2000: Wicemistrz Polski w kategorii F2000 (RSMP) - kierowca D.Gielata
- 2002: 3. miejsce w Grupie N (RSMP) - kierowca Z.Gabryś
- 2003: 4. miejsce w grupie N (RSMP) - kierowca Michał Sołowow
- 2004: 4. miejsce w klasyfikacji generalnej Rajdowych Samochodowych Mistrzostw Europy (ERC) - kierowca Michał Sołowow
- 2004: 3. miejsce w klasyfikacji generalnej RSMP  - kierowca Michał Sołowow
- 2005: 3. miejsce w klasyfikacji generalnej RSMP  - kierowca Michał Sołowow
- 2006: 2. miejsce w klasyfikacji generalnej RSMP  - kierowca Michał Sołowow
- 2006: 3. miejsce w klasyfikacji generalnej Rajdowych Samochodowych Mistrzostw Europy (ERC) - kierowca Michał Sołowow
- 2007: 6. miejsce w klasyfikacji generalnej RSMP  - kierowca Michał Sołowow
- 2007: 4. miejsce w klasyfikacji generalnej Rajdowych Samochodowych Mistrzostw Europy (ERC) - kierowca Michał Sołowow
- 2008: Wicemistrz Europy w Rajdach Samochodowych
- 2009: Wicemistrz Europy w Rajdach Samochodowych
- 2013: Mistrz Świata w Rajdach Samochodowych (WRC2) - kierowca Robert Kubica